# キャリアハイ
キャリアハイ（英: career-high）とは、そのキャリアの中での最高という意味で、アスリートなどが残したピークとなる成績のこと。

## 概要
いわゆる自己ベストと同義語である。陸上競技、競泳、フィギュアスケート等においては自己ベストと表現される場合が多い。
キャリアハイの選定については、バスケットボールにおける得点等のように、1つの要素のみで比較する場合は判定が容易であるが、野球における打者のように打率、本塁打、打点などの複数の要素を総合してキャリアハイを決める場合はどのシーズンがキャリアハイになるかは議論が分かれる場合が多い。